# 388 v. Chr.
Portal Geschichte | Portal Biografien | Aktuelle Ereignisse | Jahreskalender | Tagesartikel

◄ |
5. Jahrhundert v. Chr. |
4. Jahrhundert v. Chr. |
3. Jahrhundert v. Chr. |
►

◄ | 400er v. Chr. | 390er v. Chr. | 380er v. Chr. | 370er v. Chr. |
360er v. Chr. |
►

◄◄ | ◄ | 391 v. Chr. | 390 v. Chr. | 389 v. Chr. | 388 v. Chr. |
387 v. Chr. |
386 v. Chr. |
385 v. Chr. |
► |
►►

## Ereignisse

### Politik und Weltgeschehen
- Titus Quinctius Cincinnatus Capitolinus, Lucius Iulius Iullus, Lucius Lucretius Tricipitinus Flavus, Quintus Servilius Fidenas, Lucius Aquillius Corvus und Servius Sulpicius Rufus werden römische Konsulartribunen.
- Die attischen Strategen Chabrias und Demainetos erobern die Insel Aigina von Sparta.
- Angesichts der andauernden Erfolge Athens im Krieg gegen Sparta wird der Athen-freundliche lydische Satrap Struthas wieder von Tiribazos abgelöst.

### Kultur
- Aristophanes veröffentlicht eine überarbeitete Fassung seiner letzten Komödie Der Reichtum (Original: Plutos).

### Sport
- Bei den Olympischen Spielen kommt es zu einem Bestechungsskandal. Die vier darin verwickelten Athleten müssen zusammen sechs Zanes-Statuen stiften.

## Gestorben
- Thrasybulos, Feldherr von Athen (* um 440 v. Chr.)
- (um 388 v. Chr.) Parrhasios, griechischer Maler (* um 400 v. Chr.)